# Wahlkreis Seine-Saint-Denis X
Der Wahlkreis Seine-Saint-Denis X ist seit 1986 einer der zwölf Wahlkreise im Département Seine-Saint-Denis (93), das in der Region Île-de-France liegt.

## Geographie und Demographie des Wahlkreises
Der zehnte Wahlkreis des Departements Seine-Saint-Denis ist durch die Wahlkreiseinteilung des Gesetzes Nr. 86-1197 vom 24. November 1986 abgegrenzt, er umfasste die folgenden früheren Verwaltungseinheiten: die damaligen Kantone Aulnay-sous-Bois Nord, Aulnay-sous-Bois Sud (jetzt Kanton Aulnay-sous-Bois), Bondy Sud-Est, Les Pavillons-sous-Bois (in ihren Grenzen vor der Neueinteilung im Jahr 2014).
Nach der allgemeinen Volkszählung 1999, durchgeführt vom Institut national de la statistique et des études économiques (INSEE) hatte dieser Wahlkreis damals 98.441 Einwohner.

## Bisherige Abgeordnete
| Legislaturperiode | Mandatsbeginn | Mandatsende    | Abgeordneter        | Partei  |
| ----------------- | ------------- | -------------- | ------------------- | ------- |
| IX                | 23. Juni 1988 | 1. April 1993  | Jacques Delhy       | PS      |
| X                 | 2. April 1993 | 21. April 1997 | Jean-Claude Abrioux | RPR     |
| XI                | 12. Juni 1997 | 18. Juni 2002  | Jean-Claude Abrioux | RPR     |
| XII               | 19. Juni 2002 | 19. Juni 2007  | Jean-Claude Abrioux | UMP-RPR |
| XIII              | 20. Juni 2007 | 19. Juni 2012  | Gérard Gaudron      | UMP     |
| XIV               | 20. Juni 2012 | 20. Juni 2017  | Daniel Goldberg     | PS      |
| XV                | 21. Juni 2017 | 21. Juni 2022  | Alain Ramadier      | LR      |
| XVI               | 22. Juni 2022 |                | Nadège Abomangoli   | LFI     |

## Wahlergebnisse (seit 2017)

### Parlamentswahl 2017
| Kandidaten               | Kandidaten            | Parteien                                     | 1. Wahlgang | 1. Wahlgang | 2. Wahlgang | 2. Wahlgang |
| Kandidaten               | Kandidaten            | Parteien                                     | Stimmen     | %           | Stimmen     | %           |
| ------------------------ | --------------------- | -------------------------------------------- | ----------- | ----------- | ----------- | ----------- |
|                          | Alain Ramadiergewählt | LR – Les Républicains                        | 5.578       | 22,2        | 10.470      | 52,9        |
|                          | Billel Ouadah         | REM – La République en marche                | 7.210       | 28,6        | 9.313       | 47,1        |
|                          | Ambre Froment         | FI – La France insoumise                     | 3.950       | 15,7        |             |             |
|                          | Daniel Goldberg       | SOC – Parti socialiste                       | 3.629       | 14,4        |             |             |
|                          | Huguette Fatna        | FN – Front national                          | 2.358       | 9,4         |             |             |
|                          | Jean-Marie Touzin     | COM – Parti communiste français              | 749         | 3,0         |             |             |
|                          | François Asselineau   | DIV – Union populaire républicaine           | 710         | 2,8         |             |             |
|                          | Emmanuelle Bosviel    | DLF – Debout la France                       | 452         | 1,8         |             |             |
|                          | Gaëtan Minardi        | EXG – Lutte Ouvrière                         | 286         | 1,1         |             |             |
|                          | Dominique Vidal       | EXG – Parti ouvrier indépendant démocratique | 142         | 0,6         |             |             |
|                          | Maxime Kundid         | DIV – Allons enfants !                       | 110         | 0,4         |             |             |
| Gesamt                   | Gesamt                | Gesamt                                       | 25.174      | 100         | 19.783      | 100         |
|                          |                       |                                              |             |             |             |             |
| Leere Stimmzettel        | Leere Stimmzettel     | Leere Stimmzettel                            | 535         | 2,1         | 1.879       | 8,4         |
| Ungültige Stimmzettel    | Ungültige Stimmzettel | Ungültige Stimmzettel                        | 165         | 0,6         | 643         | 2,9         |
| Wähler                   | Wähler                | Wähler                                       | 25.874      | 37,7        | 22.305      | 32,5        |
| Wahlberechtigte          | Wahlberechtigte       | Wahlberechtigte                              | 68.700      |             | 68.698      |             |
|                          |                       |                                              |             |             |             |             |
| Quelle: Innenministerium |                       |                                              |             |             |             |             |

### Parlamentswahl 2022
| Kandidaten               | Kandidaten               | Parteien                                                                   | 1. Wahlgang | 1. Wahlgang | 2. Wahlgang | 2. Wahlgang |
| Kandidaten               | Kandidaten               | Parteien                                                                   | Stimmen     | %           | Stimmen     | %           |
| ------------------------ | ------------------------ | -------------------------------------------------------------------------- | ----------- | ----------- | ----------- | ----------- |
|                          | Nadège Abomangoligewählt | NUP – Nouvelle union populaire écologique et sociale (La France insoumise) | 9.812       | 39,7        | 14.228      | 55,5        |
|                          | Alain Ramadier           | LR – Les Républicains                                                      | 4.959       | 20,1        | 11.394      | 44,5        |
|                          | Pauline Chateau          | RN – Rassemblement National                                                | 2.951       | 11,9        |             |             |
|                          | Sonia Bakhti-Alout       | ENS – Ensemble ! (La République en marche)                                 | 2.593       | 10,5        |             |             |
|                          | Leïla Abdellaoui         | DVC – Unabh.                                                               | 1.483       | 6,0         |             |             |
|                          | Mohammed Bounoua         | DVC – Unabh.                                                               | 903         | 3,7         |             |             |
|                          | Praince-Germain Loubota  | REC – Reconquête                                                           | 771         | 3,1         |             |             |
|                          | Jean-Ludwig Malard       | ECO – Parti animaliste                                                     | 451         | 1,8         |             |             |
|                          | Elhame Himmi             | DIV – Unabh.                                                               | 269         | 1,1         |             |             |
|                          | Sylvie Guy               | DXG – Parti ouvrier indépendant démocratique                               | 265         | 1,1         |             |             |
|                          | Gaëtan Minardi           | DXG – Lutte Ouvrière                                                       | 254         | 1,0         |             |             |
|                          | Abdelssamad Srai         | DIV – Unabh.                                                               | 1           | 0,0         |             |             |
| Gesamt                   | Gesamt                   | Gesamt                                                                     | 24.712      | 100         | 25.622      | 100         |
|                          |                          |                                                                            |             |             |             |             |
| Leere Stimmzettel        | Leere Stimmzettel        | Leere Stimmzettel                                                          | 495         | 2,0         | 756         | 2,8         |
| Ungültige Stimmzettel    | Ungültige Stimmzettel    | Ungültige Stimmzettel                                                      | 162         | 0,6         | 253         | 1,0         |
| Wähler                   | Wähler                   | Wähler                                                                     | 25.369      | 36,6        | 26.631      | 38,4        |
| Wahlberechtigte          | Wahlberechtigte          | Wahlberechtigte                                                            | 69.231      |             | 69.264      |             |
|                          |                          |                                                                            |             |             |             |             |
| Quelle: Innenministerium |                          |                                                                            |             |             |             |             |

### Parlamentswahl 2024
| Kandidaten               | Kandidaten               | Parteien                                           | Stimmen | %    |
| ------------------------ | ------------------------ | -------------------------------------------------- | ------- | ---- |
|                          | Nadège Abomangoligewählt | UG – Nouveau Front populaire (La France insoumise) | 21.282  | 52,6 |
|                          | Monique Trova            | RN – Rassemblement National                        | 7.409   | 18,3 |
|                          | Alain Ramadier           | LR – Les Républicains                              | 7.129   | 17,6 |
|                          | Martial Meyongo Amougou  | ENS – Ensemble pour la République (Renaissance)    | 3.321   | 8,2  |
|                          | Gaëtan Minardi           | EXG – Lutte Ouvrière                               | 563     | 1,4  |
|                          | Praince Germain Loubota  | REG – Reconquête                                   | 381     | 0,9  |
|                          | Ahmed El Ouafi           | DIV – Unabh.                                       | 291     | 0,7  |
|                          | Amèle Bentahar           | DIV – Unabh.                                       | 84      | 0,2  |
| Gesamt                   | Gesamt                   | Gesamt                                             | 40.460  | 100  |
|                          |                          |                                                    |         |      |
| Leere Stimmzettel        | Leere Stimmzettel        | Leere Stimmzettel                                  | 643     | 1,6  |
| Ungültige Stimmzettel    | Ungültige Stimmzettel    | Ungültige Stimmzettel                              | 272     | 0,7  |
| Wähler                   | Wähler                   | Wähler                                             | 41.375  | 60,9 |
| Wahlberechtigte          | Wahlberechtigte          | Wahlberechtigte                                    | 67.983  |      |
|                          |                          |                                                    |         |      |
| Quelle: Innenministerium |                          |                                                    |         |      |